# Tiberio d'Assisi

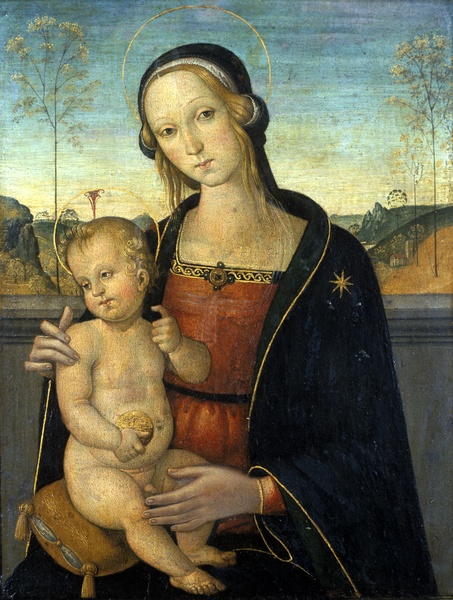
Tiberio d'Assisi, Madonna met kind, Altenburg, Openbare collectie

Tiberio d'Assisi (ca. 1470 - 1524) was een Italiaans kunstschilder uit de Renaissance die schilderde in het begin van de 16e eeuw. Zijn stijl is beïnvloed door Pietro Perugino. Hij wordt ook met verschillende andere namen aangeduid, waaronder: Tiberio Diatelevi, Tiberio di Detalevo, Tiberio Diatelivi, Tiberio di Diotallevi of Tiberio di Assisi.

## Werk (selectie)

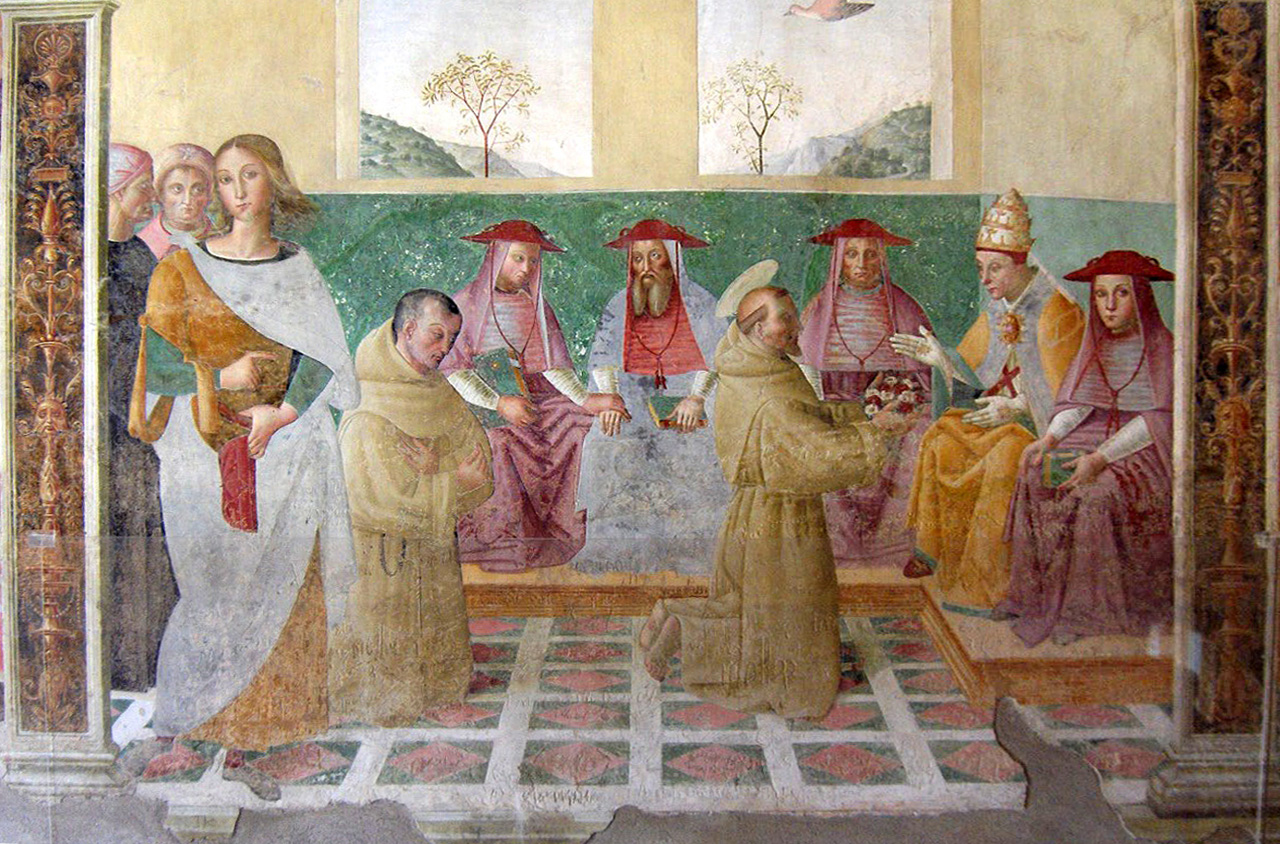
Toekenning van aflaten, fresco in de Rozenkapel van de Basilica di Santa Maria degli Angeli (Assisi), door Tiberio d'Assisi

Hij heeft een Madonna geschilderd in de kerk van San Martino, nabij Trevi; een Madonna en vijf taferelen uit het leven van Franciscus van Assisi (1512), in de kerk van San Francesco in Montefalco; een St. Sebastiaan voor de kerk van San Fortunato in Montefalco; een Madonna in San Domenico in Assisi; en Taferelen uit het leven van Franciscus van Assisi in de Basilica di Santa Maria degli Angeli in Assisi (1518).
- Gemeinsame Normdatei: 121190315
- RKD-Nederlands Instituut voor Kunstgeschiedenis: 77392
- Union List of Artist Names: 500029840
- Virtual International Authority File: 69778601